# Ploceus taeniopterus
Il tessitore mascherato settentrionale (Ploceus taeniopterus Reichenbach, 1863) è un uccello della famiglia Ploceidae, endemico di tutta l'Africa meridionale.